# Lepidodermella limogenum
Lepidodermella limogenum är en djurart som tillhör fylumet bukhårsdjur, och som beskrevs av Schrom 1972. Lepidodermella limogenum ingår i släktet Lepidodermella och familjen Chaetonotidae. Inga underarter finns listade i Catalogue of Life.